# 金山镇 (固阳县)
金山镇，是中华人民共和国内蒙古自治区包头市固阳县下辖的一个乡镇级行政单位。

## 行政区划
金山镇下辖以下地区：
南关社区、明安社区、西关社区、文化社区、科教社区、支农社区、繁荣社区、建设社区、新华社区、杨圪塄社区、兴隆村、协和义村、西永兴村、小三分子村、昔连脑包村、召地村、冯湾村、下十二分子村、四分子村、红崖湾村、二社村、马路壕村、民胜村、五分子村、广义魁村、旧城村、巨和城村、西毛忽洞村、哈业忽洞村、万胜壕村、东胜永村、万和店村、河楞村、忽鸡沟村、神水沟村、彦天成村和包头金山工业园区。